# Łucja Ośko
Łucja Ośko (ur. 30 czerwca 1927, zm. 28 czerwca 2009 w Warszawie) – polska montażystka filmowa.
Laureatka Nagrody za montaż filmu Klincz na Festiwalu Polskich Filmów Fabularnych w Gdańsku w 1979. 

## Wybrana filmografia
jako autorka montażu:
- Róg Brzeskiej i Capri (1979)
- Klincz (1979)
- W biały dzień (1980)
- Konopielka (1981)
- Niedzielne igraszki (1983)
- Siekierezada (1985)
- Mokry szmal (1985)
- Bohater roku (1986)